# Turnul Primăriei din Cracovia

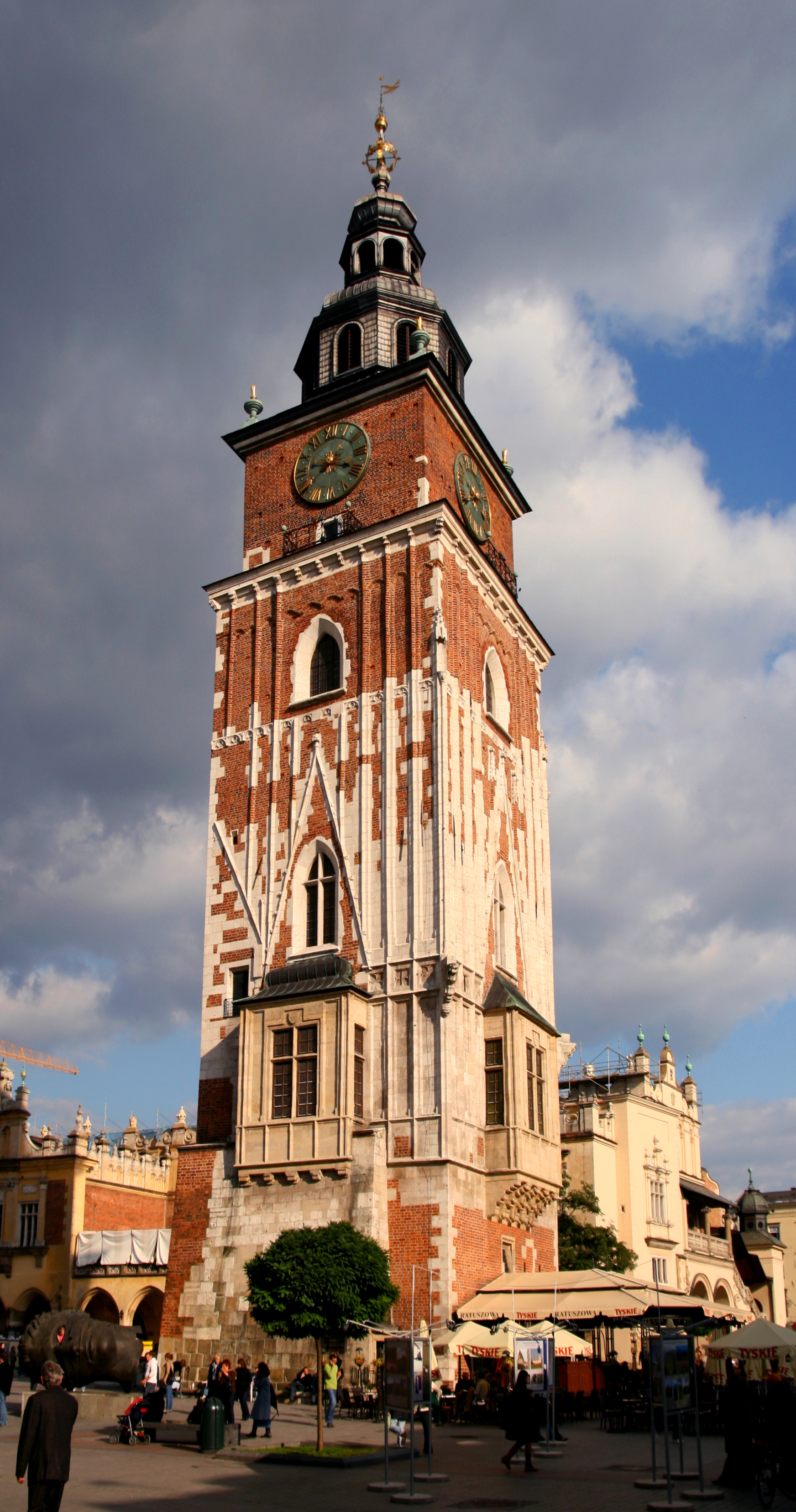
Turnul Primăriei din Cracovia

Turnul Primăriei din Cracovia (în poloneză Wieża ratuszowa w Krakowie) este unul dintre principalele puncte focale ale Pieței centrale din Orașul Vechi (Centrul istoric) din Cracovia.
Turnul este singura parte rămasă din Vechea Primărie (Ratusz, a se vedea pictura, de mai jos), demolată în 1820, ca parte a planului orașului pentru a lărgi Piața Centrală. Beciurile sale odinioară au găzduit o închisoare cu cameră de tortură medievală.
Construit din piatră și cărămidă la sfârșitul secolului al XIII-lea, turnul masiv gotic al Primăriei se înalță la 70 de metri înălțime și se apleacă doar 55 de centimetri, rezultatul unei furtuni în 1703. Etajul superior al turnului cu o punte de observație este deschis pentru vizitatori.

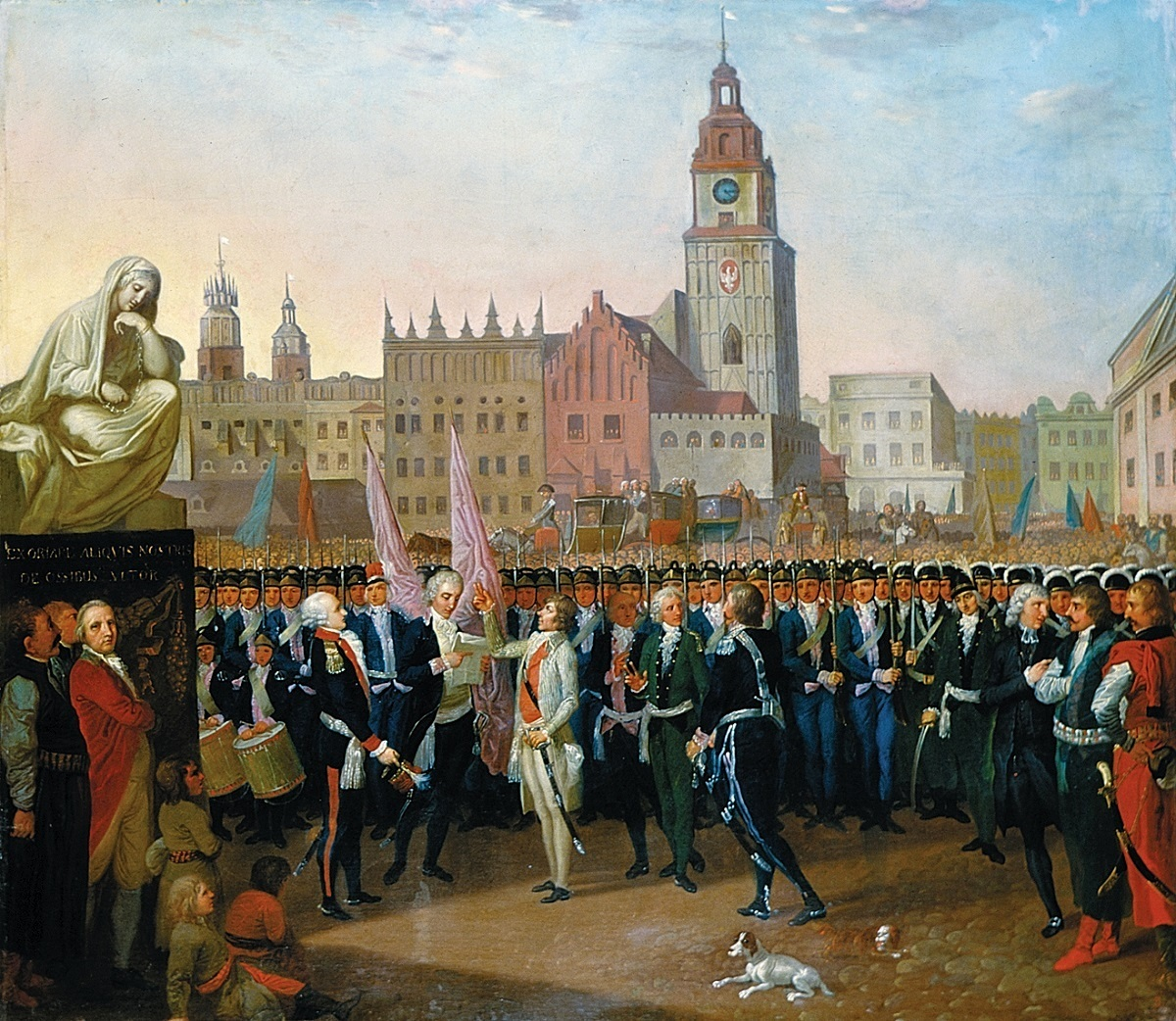
Primăria veche, 1797 pictură de Franciszek Smuglewicz

Acoperișul gotic original care împodobește turnul a fost mistuit de foc, provocat de un fulger în 1680. Reconstrucția turnului care a urmat a avut loc între anii 1683 și 1686. Lucrarea a fost condusă de către arhitectul regal Piotr Beber, care a proiectat acoperișul baroc nou și impunător, care a supraviețuit doar până în anul 1783. La acea vreme, acoperișul a început să se năruie, și a fost înlocuit cu o structură mai mică, sponsorizată de către Arhiepiscopul Kajetan Sołtyk.
Intrarea în turn este păzită de o pereche de lei sculptați din piatră, operă care datează de la începutul secolului al XIX-lea. Ele au fost aduse la Cracovia de la Palatul în stil clasicist al familiei Morstin din Pławowice în timpul renovărilor din 1961-1965, în care ferestrele de la etajul al doilea al turnului au fost incorect reconstruite de o personalitate de la televiziune local, arhitectul Wiktor Zin. 
Deasupra intrării este portalul original, gotic, cu blazonul orașului și emblema Poloniei. Timp de mulți ani la subsolul de sub turn a fost folosit ca loc de spectacol etapa de sub Primăria renumit Teatr Ludowy. [3]
Turnul servește ca parte a Muzeului de Istorie din Cracovia având  permanent expuse fotografii ale Expoziției Pieței Centrale.